# Хаапанен, Туомас
Ту́омас Я́акко Ха́апанен (фин. Tuomas Jaakko Haapanen; 29 декабря 1924, Хельсинки — 8 января 2024, Хельсинки)) — финский скрипач и музыкальный педагог.

## Биография
Сын дирижёра Тойво Хаапанен, с раннего детства присутствовал на репетициях Симфонического оркестра Финского радио, который возглавлял Хаапанен-старший. Первым учителем Хаапанена стал альтист Эрик Карма, затем с ним занимался скрипач Йёста Шателовитц (1885—1951, его учеником был также Пааво Берглунд). В годы Второй мировой войны вместе с отцом и оркестром находился в эвакуации в Пори, где начались его занятия с Эриком Крунваллем, ставшим затем профессором Хаапанена в Академии имени Сибелиуса; Хаапанен также учился у Арно Гранрота. По окончании Академии (1948) совершенствовал своё мастерство в Париже под руководством Леона Наувинка и Рене Бенедетти.
Вернувшись в Финляндию, Хаапанен в 1951—1961  играл в составе Хельсинкского камерного оркестра, сформированного Пааво Берглундом, и одновременно в 1953—1962 в составе Симфонического оркестра Финского радио. После этого он отказался от работы в оркестрах и в 1962 году перебрался в Турку, чтобы занять должность профессора скрипки в новосозданном Музыкальном институте Турку (ныне Консерватория Турку). Здесь Хаапанен преподавал до 1978 года, в 1966—1978   занимая также пост ректора. После этого он вернулся в Хельсинки на пост профессора скрипки в Академии имени Сибелиуса. В 1990 году Хаапанен вышел на пенсию, однако до последнего времени продолжал преподавать в Академии. Среди учеников Хаапанена разного времени — Пекка Куусисто, Яакко Куусисто, Петтери Иивонен, Элина Вяхяля, Юха-Пекка Викман, Лаура Викман, Река Силваи, Силья Нумми, Дмитрий Коган. Часто был членом жюри международных конкурсов, включая Международный конкурс скрипачей имени Венявского (в 2001 году), Международный конкурс скрипачей имени Карла Нильсена (в 1992 году), Международный конкурс скрипачей имени Яна Сибелиуса (председатель жюри с 1979 по 2000 год).